# 魔法學園MA
《魔法學園MA》（まじしゃんず・あかでみい）是榊一郎作、BLADE繪製插畫的輕小說。Fami通文庫出版，全九本。略稱。此外，還有出版番外篇。中文版由尖端出版社出版。
除了小說，還有在同出版社的上連載的漫畫作品，作畫為BLADE。2007年6月7日發售遊戲。

## 劇情大綱
羽瀨川拓人，表面上是普通的高中生，實際上卻是地圖上未記載的魔法使養成機構「學園」的學生、半調子的魔法師。在召喚考試的時候，發生錯誤，控制失敗，召喚出來的是能夠在一個晚上毀滅整個國家的獸耳少女。從此，他便被捲入各種騷亂之中……

## 登場人物
聲優順序為PS2與電視動畫的配音。
羽瀨川拓人（聲優：小橋達也/小清水亞美）
主角。長相平庸，成績平凡（被稱為平均分數計算機），看起來非常普通的少年。
實際上卻是在「學園」就讀的半調子魔法使。是「原始神魔創造者」，在召喚試驗中召喚出塔娜羅特。因為這個能力而被神界、魔界暗殺。曾經被父母拋棄，因而來者不拒，但對於想離開的人也不強留。
塔娜羅特（聲優：齋藤千和/伊瀨茉莉也）
拓人創造出的「未分化魔神」。褐色肌膚，瞳孔為紅色。
尖耳羅莉體型，有語尾會加「喵」的口癖。
雖然擁有能和加百利匹敵，神格值5000、魔力值10萬以上、說不定能在一個晚上殲滅一個國家的力量，卻無法控制（無法使用魔法），無法使出全力。儘管如此，也有一般人鞭長莫及的力量。總是黏著拓人，因此時常和鈴穗吵架。
羽瀨川鈴穗（聲優：新谷良子/宮崎羽衣）
拓人的堂姐。個性柔弱、溫順。由於失語症無法說話，在筆記本上寫字表明意見。
能夠製造魔力的真空狀態，發動能力時會將緞帶解開，變成另一個人格「鈴果」，說話語氣會變得非常粗魯；此外，頭髮會變成深藍色，被稱為「夜藍的侵奪者」，不過本人非常討厭此稱呼。對拓人抱持好感。後來判斷出和拓人同樣是「原始神魔創造者」。有史以來，同時具有「夜藍的侵奪者」與「原始神魔創造者」兩種能力的，只有聖母瑪利亞一人。可以說是聖母的完成版。
法爾雀・薩・瓦利亞布魯汪德（聲優：早水理沙/福井裕佳梨）
神格化的魔杖，人型狀態是相當美麗的少女。口氣從容，但認真說話時會改用理智口吻。會對隨便得到的資訊認真，具有讓物體擬人化的能力。
由於RPG攻略的影響，扮演的魔王角色和擬人化的魔法道具部下在學園倉庫據地為王，讓打掃學園倉庫的主角一行人吃足了苦頭。在事件結束後加入拓人的同居生活，和塔娜羅特與鈴穗一同爭奪拓人。
佐久間榮太郎（聲優：寺島拓篤/同左）
在學園就讀許多年的學長。能夠研究、教學，被當作準教師。對萌相當執著，並且對相當了解。
超一流魔法使，同時也是個美男子。儘管如此，卻是能夠冠上「超」字的變態御宅族，一流的魔法技能基本上都浪費在製作同人誌或者是幫遊戲練功等用途上。除此之外，一旦發生騷動，都會往更混亂的方向發展，簡直是麻煩製造機。
真實身分是能夠匹敵路西法的惡魔「毒之王」薩麥爾。對數度被人類討伐後又復活的身體感到不愉快，但還有想做的事情有待完成。
艾妮烏斯・薩・巴傑斯多（聲優：たかはし智秋/川澄綾子）
榮太郎的使魔。長著獸耳、尾巴，女僕裝打扮。相當優秀的上位魔物。武器為「迪斯欽」，是在拖把上裝有戟的武器，在佐久間暴走的時候常常會使用它來制止。此武器每四個星期會變形一次。
寒河江教授（聲優：杉山紀彰/南央美）
指揮風紀哥雷姆，平常是金髮碧眼的少年姿態，實際上是遠距離操縱的傀儡。沒有人見過本人的姿態，因此在學園中有眾多謠言。
富蘭克拉姆・修達教授（聲優：真殿光昭/檜山修之）
在BLADE的漫畫版中首次登場。最喜愛獸耳。玲穗快被「聯盟」殺害時將其救出。此外，十幾年前還是學生，幫助鈴穗時被寒河江教授稱為助教。
哈樸薛爾（聲優：-/飛田展男）
在外傳第二集中首次登場。是中級第三位的能天使，以「愛與和平(Love and Peace )」為處事方針，別名「福音宣告者」，也被稱之為「愛的恐怖分子」。喜歡對別人下祝福(親吻)，不過因為他滿身都是肌肉跟汗水，所以大家很怕他。曾經是教職員，現階段為打掃工。
學長
本名不明。學園的頂點。不管多麼靠近，看起來依然是一片模糊，只能了解輪廓。
被稱為「受注香油者」，且生日為聖誕節，推測真實身分是耶穌‧基督。
羽瀨川秋穗
拓人的叔母、鈴穗的母親。過去是擁有強大破壞力的魔法使，被稱呼為「破壞魔」，連修達得知名字時都整個呆住。和米迦勒與加百列為好友。
霧島雙葉（聲優：-/佐藤利奈）
拓人就讀學校的女高中生。在學校被同學稱為「大姊」。對拓人抱持好感，卻一直沒被發現。
第三集開始與拓人互相直呼姓名。此外，不知道拓人是魔法使。家裡是有名的蛋糕店，蛋糕品牌「霧」相當受歡迎。
霧島葉月（聲優：-/石上裕一）
雙葉的雙胞胎弟弟，外表看起來像是黑道一般兇猛。相當擅長電腦，以的名義為人所知。
在網路上有名叫做為「美夏」的戀人，卻不知道她的真實身分是大天使米迦勒。
雅（聲優：矢野明日香/生天目仁美）
為了暗殺拓人而從神界來到人間的刺客。經常和辛格拉薇亞兩人一同行動。巫女打扮的白子。暗殺失敗後，在榮太郎底下工作，被迫幫忙冬季同人誌即賣會的同人誌製作、操作巨大機器人，過著悲慘的生活。擅長太刀接近戰。
真實身分是四神之一，西方守護獸白虎。
辛格拉薇亞・薩・賽蓮（聲優：佐藤利奈/小林優）
為了暗殺拓人而從魔界來到人間的刺客。和雅分別為神界和魔界的特務。穿著拘束服，說奇怪的外國腔日語。和雅一同過著悲慘的生活。擅長衝擊波。
真實身分是希臘神話中，上半身為人，下半身為鳥，以美妙歌聲讓航行中的船發生意外的魔鳥賽蓮。
冰室明人
隸屬「聯盟」，身分不明的專家魔法師。
真實身分是繼拓人、鈴穗之後的第三個「原始神魔創造者」，拓人的同父異母弟弟。有與兩位神魔使魔，在暗中活躍。
實際上，有什麼東西企圖奪取冰室明人的身體，身分不明。秋穗、榮太郎似乎已注意到是什麼人物，推測其前世為阿道夫·希特勒，為了自己的目的而介入歷史，操縱三名原始神魔創造者，企圖達成目的。

## 用語
學園
位於異空間，巨大塔狀的魔法使教育機構。能夠從初級魔法開始修習，漸漸提高等級到高等魔法。不靠魔法也能夠輕鬆過日子，故選擇這條道路的都是有興趣的人，也因此學園中的老師和學生相處的很融洽。能夠和神界與魔界聯繫，有時也會有從兩地來的留學生。
神界
掌管秩序之神的世界。神界中也有天使與聖獸。來到人間需要許可，卻因各種原因而有偷渡行為。基本上並未和惡魔交惡。
魔界
掌管混亂之惡魔的世界。有許多種類的妖怪。不知為何有許多惡魔對轉蛋、模型相當感興趣，在某個惡魔進行走私時，其他惡魔會幫忙掩護。
聯盟
正式名稱為「魔法使秘密聯盟」（簡稱SSS）。因為學習魔法的有許多障礙，為了清除障礙，企圖支配俗世的組織。和脫離塵世學習魔法的學園對立，雙方兵力不相上下。曾企圖殺害鈴穗。學園為了備戰，製作了重機動哥雷姆。
原始神魔創造者
擁有能夠誕生和殺害神和魔的能力。歷史上，只有聖母瑪利亞被確認是原始神魔創造者（因此，擁有此能力者暗地下被稱作「聖母」）。
同時出現三名具有此能力的人，造成各界混亂。

## 出版書籍
魔法學園MA（まじしゃんず・あかでみい）
| 卷數 | 標題     | 標題       | Enterbrain     | Enterbrain         | 尖端出版社     | 尖端出版社         |
| 卷數 | 日文標題 | 中文標題   | 初版日期       | ISBN               | 初版日期       | ISBN               |
| ---- | -------- | ---------- | -------------- | ------------------ | -------------- | ------------------ |
| 1    |          | 魔女降臨!? | 2003年1月24日  | ISBN 4757709854    | 2006年11月4日  | ISBN 957103424X    |
| 2    |          | 謀殺聖母!? | 2003年2月20日  | ISBN 4757713193    | 2007年1月19日  | ISBN 9571034754    |
| 3    |          | 魔王現身!? | 2003年8月20日  | ISBN 4757715447    | 2007年6月23日  | ISBN 9789571035901 |
| 4    |          | 聖夜暴走!? | 2003年12月20日 | ISBN 4757716702    | 2007年10月9日  | ISBN 9789571036854 |
| 5    |          | 雪原沸騰!? | 2004年11月20日 | ISBN 4757720327    | 2008年2月1日   | ISBN 9789571037820 |
| 6    |          | 少女分裂!? | 2005年7月30日  | ISBN 4757723598    | 2009年10月23日 | ISBN 9789571041568 |
| 7    |          | 奪回父親!? | 2006年3月30日  | ISBN 475772621X    | 2010年9月15日  | ISBN 9789571043593 |
| 8    |          | 學園封鎖!? | 2007年4月28日  | ISBN 9784757734517 | 2012年8月17日  | ISBN 9789571049878 |
| 9    |          | 學園逆襲!? | 2007年8月30日  | ISBN 9784757736283 | 2012年11月1日  | ISBN 9789571050584 |

魔法學園MA外傳（まかでみ・らでぃかる）
| 卷數 | 標題     | 標題           | Enterbrain     | Enterbrain      | 尖端出版社    | 尖端出版社         |
| 卷數 | 日文標題 | 中文標題       | 初版日期       | ISBN            | 初版日期      | ISBN               |
| ---- | -------- | -------------- | -------------- | --------------- | ------------- | ------------------ |
| 1    |          | 來自學園的邀請 | 2004年7月20日  | ISBN 4757719310 | 2008年7月17日 | ISBN 9789571038858 |
| 2    |          | 復活的教師     | 2005年3月22日  | ISBN 4757721994 | 2009年3月7日  | ISBN 9789571040110 |
| 3    |          |                | 2005年11月30日 | ISBN 4757725086 |               |                    |
| 4    |          |                | 2006年7月29日  | ISBN 4757728670 |               |                    |
| 5    |          |                | 2006年12月25日 | ISBN 4757731191 |               |                    |
| 6    |          |                | 2007年12月25日 | ISBN 4757739154 |               |                    |
| 7    |          |                | 2008年9月29日  | ISBN 4757744417 |               |                    |

## 漫畫
作畫是BLADE，Enterbrain在2006年3月35日發售共一冊（ISBN 4-7577-2637-6），臺灣由尖端出版社代理2007年1月18日出版。

## 電視動畫
電視動畫版標題是《まかでみ・WAっしょい!》，在2008年10月5日到12月21日期間播放12話。

### 主題曲
片頭曲「M☆O☆S☆O乱舞」
作詞/作曲/編曲：Low-tech Son　歌：MA♡chu♡RI（feat.伊瀬茉莉也、宮崎羽衣、福井裕佳梨）
片尾曲1「パステル」
作詞/作曲：辻純更　編曲：オーノカズナリ　歌：村田あゆみ
第5話片尾曲「魅惑のラヴィアンローズ」
作詞：只野菜摘　作曲/編曲：川田瑠夏　歌：MIKA
第6話插入曲「蒼いエンジョウ フォーエバウィッズユー」
作詞：無礼奴&Low-Tech Son　作曲/編曲：Low-Tech Son　歌：メタリス（渡辺明乃）、合唱：MA全自動合唱団
第9話插入曲「きみのひこうき雲」
作詞：只野菜摘　作曲/編曲：川田瑠夏　歌：エーネウス（川澄綾子）
第12話插入曲「M-O-E-S〜K-S-Kする衝動」
作詞/作曲/編曲：Low-tech Son　歌：榮太郎（寺島拓篤）、シュタイン（檜山修之）、アガリアレプト（諏訪部順一 ）
第12話插入曲「奇跡の降る夜〜Crystal Christmas」
作詞：辻純更　作曲/編曲：橋本由香利　歌：MA♡chu♡RI

### 各話列表
| 話數 | 標題                                         | 劇本           | 分鏡     | 演出                    | 作畫監督                                      |
| ---- | -------------------------------------------- | -------------- | -------- | ----------------------- | --------------------------------------------- |
| 1    | なんか女の子出てきちゃったんですけど。       | 長谷川勝己     | 金崎貴臣 | 山本天志                | 野口孝行                                      |
| 2    | なんか大変なことになっちゃってるんですけど。 | 長谷川勝己     | 金崎貴臣 | ウシロシンジ 駒屋健一郎 | 磯野智                                        |
| 3    | なんか魔王まで出てきちゃったんですけど。     | あおしまたかし | 山本天志 | 山本天志                | 伊部由起子                                    |
| 4    | なんか犯罪みたいなんですけど。               | 長谷川勝己     | 田村正勝 | 田村正勝                | 野口孝行、近藤優次、松本朋之                  |
| 5    | なんか復活とかしちゃったんですけど。         | あおしまたかし | 金崎貴臣 | 山本天志                | 石山寛、磯野智、須永正博                      |
| 6    | なんか蒼いエンジョウなんですけど。           | 長谷川勝己     | 金崎貴臣 | 嵯峨敏                  | 杉藤さゆり                                    |
| 7    | なんかファッションショーなんですけど。       | あおしまたかし | 金崎貴臣 | 渡部穏寛                | 北村友幸、都竹隆治                            |
| 8    | なんかメイドに幽霊にメカなんですけど。       | 長谷川勝己     | 木村隆一 | 徳本善信                | 村上真紀、嶋田俊彦                            |
| 9    | なんか妹が来てデートなんですけど。           | あおしまたかし | 山本天志 | 山本天志                | 伊部由起子                                    |
| 10   | なんか雪山はいろいろ招くんですけど。         | 長谷川勝己     | 嵯峨敏   | 嵯峨敏                  | 河井淳、青山正宣、神本兼利 後野知也、嶋田俊彦 |
| 11   | なんか可能性の問題なんですけど。             | 長谷川勝己     | 井出安軌 | 山本天志                | 磯野智、山本篤史                              |
| 12   | なんか聖夜爆走なんですけど。                 | 長谷川勝己     | 金崎貴臣 | 奥野耕太                | 伊部由起子、加藤真人                          |

### 工作人員
- 原作：榊一郎[3]
- 監督：金崎貴臣
- 系列構成：長谷川勝己
- 角色原案：BLADE
- 角色設計：大隈孝晴
- 機械道具設計：常木志伸
- 佈景設計：青木智由紀
- 美術監督：谷村心一
- 色彩設定：津守裕子
- 撮影監督：高橋賢司
- 編輯：平木大輔
- 音樂：長谷川智樹
- 音響監督：岩浪美和
- 製作人：小山倫良、鈴木健太、浅香敏明、前田洋平、川崎とも子
- 動畫製作：ZEXCS
- 製作：MA PROJECT（T.O Entertainment、Enterbrain、Media Factory、角川映畫）

## 遊戲
Enterbrain在2007年6月7日發售的PlayStation 2戰略角色扮演遊戲，ファミ通的クロスレビュー給予21/40分數。

## 外部連結
- 動畫官網 （页面存档备份，存于）（日語）
- 動畫官網 （页面存档备份，存于）TOKYO MX（日語）
- Fami通文庫・FB Online （页面存档备份，存于）（日語）
- 遊戲官方網站Enterbrain（日語）
- 尖端浮文字 （页面存档备份，存于）（中文）